# El Calderer
El Calderer és una muntanya de 2.497 metres que es troba al municipi de Saldes, a la comarca catalana del Berguedà.